# کم‌ادراری
کم ادراری، اولیگوری یا کم‌میزی (به انگلیسی: oliguria) از علایم بیماری در علم پزشکی است که به معنای کاهش یافتن حجم ادرار است و می‌تواند نشانگر کم‌آبی، نارسایی کلیوی یا احتباس ادراری باشد.

## تعریف
در تعریف پزشکی زمانی از کم‌میزی صحبت می‌شود که برونداد ادراری در نوزاد و شیرخواران کم‌تر از ۱ میلی‌لیتر/کیلوگرم/ساعت ، در کودکان بزرگتر کم‌تر از ۰/۵ [میلی‌لیتر]/کیلوگرم/ساعت و در افراد بالغ کم‌تر از ۴۰۰ میلی‌لیتر/روز (برابر با ۱۷ میلی‌لیتر/ساعت) باشد.

## علل
عللی که برای کم میزی وجود دارد، در مردان و زنان متفاوت است:
ممکن است به دنبال عفونت، تحریک شیمیایی، عفونت های باکتریایی یا به‌طور شایع تر، به‌طور خود به خودی و بدون علت واضح باشد. هر عاملی که باعث کم آبی بدن شود، داروهایی که موجب مسمومیت کلیه می شوند مانند پنی سیلین‌ها و داروهای هم گروه جنتامایسین، تومور مغزی ترشح‌کننده هورمون پادمیزی (ضدادراری)، در زنان جوشگاه‌های جراحی به دنبال جراحی پیشین و در مردان انسداد ناشی از بزرگ شدن پروستات از شایع ترین علل این مشکل است.